# Koprzywnica
Koprzywnica è un comune urbano-rurale polacco del distretto di Sandomierz, nel voivodato della Santacroce.
Ricopre una superficie di 69,19 km² e nel 2004 contava 7 101 abitanti.